# NGC 3193
NGC 3193 (другие обозначения — UGC 5562, MCG 4-24-27, ZWG 123.38, ARP 316, VV 307, HCG 44B, PGC 30099) — эллиптическая галактика (E2) в созвездии Льва. Открыта Уильямом Гершелем в 1784 году.
Этот объект входит в число перечисленных в оригинальной редакции «Нового общего каталога».
Визуально галактика находится в группе галактик HCG 44 с ещё тремя спиральными галактиками. Однако по некоторым признакам галактика находится значительно дальше, чем галактики в группе: например, при предполагаемой светимости NGC 3193, если она находится в этой группе, в ней должно наблюдаться около 50 планетарных туманностей, но не обнаружено ни одной. Расстояние до галактики от Млечного Пути оценивается как 35 мегапарсек и она имеет высокую пекулярную скорость, в то время как группа удалена на 18,4 мегапарсека от Млечного Пути. В гало NGC 3193 находится галактика низкой поверхностной яркости.